# Sigurd Slang-in-het-oog
Sigurd Slang-in-het-oog (Oudnoors Sigurðr ormr í auga) is een personage uit de Oudnoorse sagen.
De aanduiding 'slang in het oog' zou duiden op een merk in het linkeroog wat zou lijken op het beeld van ouroboros (een slang die in zijn eigen staart bijt).
Sigurd was een zoon van de legendarische Ragnar Lodbrok. Van zijn vader erfde hij naar verluidt delen van Denemarken en Zweden. Hij trouwde met Blaeja, de dochter van koning Ælle van Northumbria. Ze hadden twee kinderen. Later werd hij vermoord door zijn broer Ivar de Beenloze, vanwege een meningsverschil omtrent landverdeling. Uit woede gooide Ivar een bijl in de schedel van Sigurd.
Volgens andere bronnen werd hij gedood door de Friezen tijdens een rooftocht.